# Humberto Castelo Branco
Humberto de Alencar Castelo Branco GOA • GColIH (Fortaleza, 20 de setembro de 1897 – Fortaleza, 18 de julho de 1967) foi um militar e político brasileiro. Foi o 26.º presidente do Brasil, o primeiro do período da ditadura militar, tendo sido um dos articuladores do golpe militar de 1964. Os principais objetivos da intervenção militar eram acabar com os nacionalistas reformistas, representados pelo Partido Trabalhista Brasileiro (PTB) e o projeto das Reformas de Base do governo João Goulart, e institucionalizar a ditadura militar através dos atos institucionais. Uma das primeiras medidas de seu governo foi a promulgação do Ato Institucional 2, que aboliu o pluripartidarismo no país e concedeu poderes ao Presidente da República para cassar mandatos de deputados e convocar eleições indiretas. Na política externa brasileira passou a buscar apoio econômico, político e militar nos Estados Unidos. Era filho do general Cândido Borges Castelo Branco, sexto neto do décimo primeiro Senhor de Pombeiro e de sua mulher a nona Senhora de Belas, e de sua mulher Antonieta de Alencar Gurgel, membro da família do escritor José de Alencar.

## Carreira militar

### Oficial
Iniciou sua carreira na Escola Militar de Rio Pardo, no Rio Grande do Sul. Em 1918, ingressou na Escola Militar de Realengo, na arma da Infantaria, tendo sido declarado aspirante a oficial em 1921, e designado para o 12º Regimento de Infantaria em Belo Horizonte. Em 1923 alcançou o posto de primeiro tenente. Em 1924, ainda como Tenente, fez o Curso de Aperfeiçoamento de Oficiais na Escola de Aperfeiçoamento de Oficiais e, ao retornar para o 12º RI, recebeu a missão de comandar um destacamento da unidade e integrar as forças legalistas que viriam a enfrentar e vencer revoltas internas eclodidas em São Paulo, no ano de 1925. Em seguida, retornou para a Escola Militar de Realengo como instrutor de Infantaria em 1927. Participou, como muitos outros tenentes de sua época, da Revolução de 1930.
Como Capitão, o valor intelectual de Castello Branco sobressaiu-se e, em 1931, cursou a Escola de Comando e Estado-Maior do Exército, na qual foi o primeiro colocado de sua turma. Durante essa fase de sua mocidade foi seduzido pelo Integralismo de Plínio Salgado, do qual se afastou após o Levante Integralista. Promovido a major em 1938, foi matriculado na Escola Superior de Guerra francesa e ao regressar ao Brasil, desempenhou a função de instrutor da Escola Militar do Realengo.
Foi promovido a tenente-coronel em 1943 e cursou a Escola de Comando e Estado-maior dos Estados Unidos. Em seguida, foi chefe da 3a. Seção (Operações) da Força Expedicionária Brasileira (FEB) durante a Segunda Guerra Mundial, na Itália, permanecendo durante trezentos dias nos campos de batalha. Enviou sessenta cartas à sua esposa Argentina Viana Castelo Branco e a seus dois filhos. Na FEB, planejou e implementou manobras militares nos combates na Itália, principalmente na Batalha de Monte Castello. Segundo o Marechal Cordeiro de Farias, Castello conquistou excepcional prestígio na FEB, por ser um grande estrategista e ter uma cabeça privilegiada. Com isso, acabou absorvendo funções que seriam do Chefe do Estado-Maior, Floriano de Lima Brayner. No entanto, era muito fechado e bastante sarcástico.
Promovido a Coronel em 1945, Castelo Branco retornou ao Brasil com o firme propósito de transmitir suas experiências profissionais aos oficiais do Exército. Dessa forma, assumiu o cargo de diretor de Ensino da Escola de Comando e Estado-Maior do Exército (ECEME), e transformou essa Escola em um verdadeiro centro de pesquisas doutrinárias. Castelo Branco sistematizou, principalmente entre 1946 e 1947, o método do raciocínio do estudo dos fatores de decisão, preconizados pela Missão Militar Francesa, com uma estrutura de trabalho no âmbito do comando, disciplinando melhor as atividades do Comandante e dos seus Oficiais de Estado-Maior.

### Oficial General

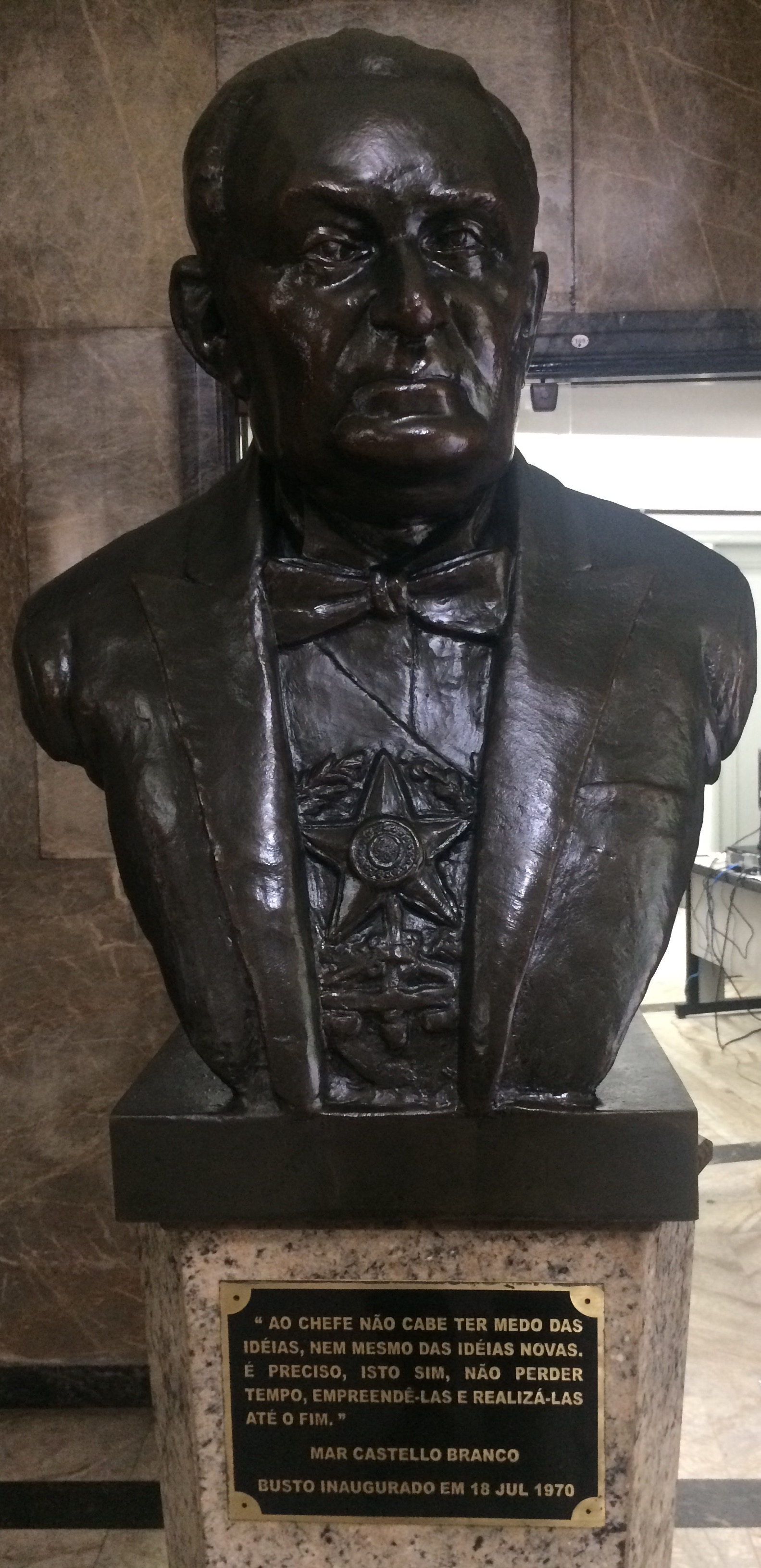
Busto do Marechal Castelo Branco, na entrada da Escola de Comando e Estado-Maior do Exército

Promovido a General de Brigada, comandou a 10ª Região Militar em Fortaleza, no período de 10 de novembro de 1952 a 21 de maio de 1954.
Em seguida, foi comandante da Escola de Comando e Estado-Maior do Exército, entre 15 de setembro de 1954 e 3 de janeiro de 1956. Nesse período, aperfeiçoou o seu Trabalho de Comando de 1948, procurando amoldá-lo melhor às características dos chefes e oficiais de Estado-Maior brasileiros. Conferências como " A Doutrina de Guerra e a Guerra Moderna " e " Problemas de Segurança ", realizadas na ECEME, são marcos na evolução do pensamento doutrinário dessa Escola.
Em 1955, ajudou a remodelação administrativa do Exército e apoiou o movimento militar chefiado pelo ministro da Guerra, general Henrique Teixeira Lott, que garantiu a posse do presidente eleito Juscelino Kubitschek, já naquela época ameaçado de sofrer um golpe de estado pelos militares.
Meses depois, quando organizações sindicais resolveram entregar ao ministro uma espada de ouro, Castelo rompeu duramente com o general Lott. A imprensa registrou alguns momentos desse desentendimento.
Foi Comandante Militar da Amazônia, em Belém, entre 10 de dezembro de 1958 e 10 de maio de 1960. Castelo Branco foi apontado como possível líder da Revolta de Aragarças, que tentou dar um golpe de estado em Juscelino Kubitschek. Ele foi investigado, porém o inquérito foi rapidamente arquivado.
Comandou o IV Exército, em Recife, de 28 de setembro de 1962 a 31 de agosto de 1963.
No momento em que chegou à Presidência da República era Chefe do Estado-Maior do Exército, função que exerceu de 13 de setembro de 1963 a 14 de abril de 1964.

### Influências internacionais
Quando capitão, foi estudar na França na École Supérieure de Guerre, onde aprendeu temas táticos, técnicas de domínio sociopolítico, e temas sobre a publicidade e censura, entre outros.
Quando tenente-coronel, estagiou no Fort Leavenworth War School, nos Estados Unidos, onde aprimorou seus conhecimentos de tática e estratégia militar.

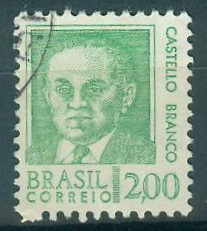
Selo em homenagem a Castelo Branco

### Publicações e ensaios militares
Escreveu alguns ensaios militares que condiziam com sua doutrina e sua carreira: Alto Comando da Tríplice Aliança na Guerra do Paraguai, A Doutrina Militar Brasileira, A Estratégia Militar, A Guerra, O Poder Nacional, Tendências do Emprego das Forças Terrestres na Guerra Futura.
Além de seus ensaios deixou cerca de três mil documentos manuscritos.
Em 1962, em seu ensaio A Guerra escreveu suas ideias:

…A guerra revolucionária é uma luta de classes, de fundo ideológico, imperialista, para a conquista do mundo; tem uma doutrina, a marxista-leninista. É uma ameaça para os regimes fracos e uma inquietação para os regimes democráticos. Perfaz, com outros, os elementos da guerra fria.

…A guerra fria foi concebida por Lênin para, de qualquer maneira, continuar a revolução mundial soviética. É uma verdadeira guerra global não declarada. Obedece a um planejamento e tem objetivos a conquistar, desperta entusiasmo e medo em grupos sociais e reações contrárias na opinião pública.

…Seus objetivos capitais: dissociação da opinião pública, nacional e internacional, criação da indecisão e, o principal, retirar das nações a capacidade de luta.

…0 nacionalismo é uma posição decisiva para uma nação, sobretudo na época atual. Não pode ser uma panacéia para os seus males, nem uma operação de guerra, e muito menos uma conspiração de sentido internacional. Seus grandes males atuais são principalmente dois nos países subdesenvolvidos: um, o desvinculamento com o meio; outro, o de ser, às vezes, um instrumento nacional e internacional do comunismo soviético. É também um grande penacho dos ditadores e candidatos a ditador.

…As divisões que têm lavrado no Exército são mais consequências de lutas político-partidárias do que separações existentes nos meios militares ( … ). Legalistas e revoltosos, a partir de 1922 e por pouco tempo. Em 1930 surge a alternativa revolucionários e antirrevolucionários, que desaparece pouco a pouco. A partir de 1955, governistas e golpistas, em meio a ódios e ressentimentos mantidos pelos comunistas e pela política partidária fardada e à paisana. Em seguida, esses mesmos elementos lançaram a injúria sobre o Exército de que seus oficiais se dividiam entre nacionalistas e entreguistas, enquanto a oficialidade era fiel à honra do Brasil e à sua independência política e econômica. Agora, renasce a teimosia, com a divisão alardeada em legalistas e golpistas. Politiqueiros e comunistas estão interessados em que tal exista. Isso amofina o Exército.

…Forças Armadas não fazem democracia. Mas garantem-na. Não é possível haver democracia sem Forças Armadas que a garantam. Daí, dizer Forças Armadas democráticas. Como é isto, então? Sim. Entra na sua doutrinação o fim de defender as instituições democráticas ( … ). Muita gente diz que as Forças Armadas são democráticas quando há militares políticos e que conhecem a máquina de conduzir o Estado. Os generais aprendem isso para melhor situarem-se no cumprimento da destinação das Forças Armadas.

…Qual o militar que não tem ouvido, desde jovem tenente, a frase enunciada por doutores, congressistas, banqueiros, comerciantes, industriais e nunca pelo chamado homem do povo: '0 Exército precisa tomar conta disso? É permanecer no regime legal ou marchar para a ilegalidade ( … ). A questão tem interessado muito mais ao meio civil que ao próprio Exército.

Acreditam os senhores que o Exército tenha dentro de suas fileiras um conflito ideológico? Já se pode dizer que a luta entre duas ideologias que, de fato, lavra em setores da nossa nação, tenha se prolongado no Exército? Pessoalmente, eu não acredito. 0 Exército tem em suas fileiras alguns comunistas, uns atuantes, outros de ação bem dissimulada e vários timidamente embuçados. Tais elementos não constituem, porém, uma parte apreciável de um grande todo, a ser, então, considerado como dividido ideologicamente.

 As Forças Armadas não podem atraiçoar o Brasil. Defender privilégios de classes ricas está na mesma linha antidemocrática de servir a ditaduras fascistas ou sindico-comunistas.

## A conjuntura política no Brasil da década de 1960

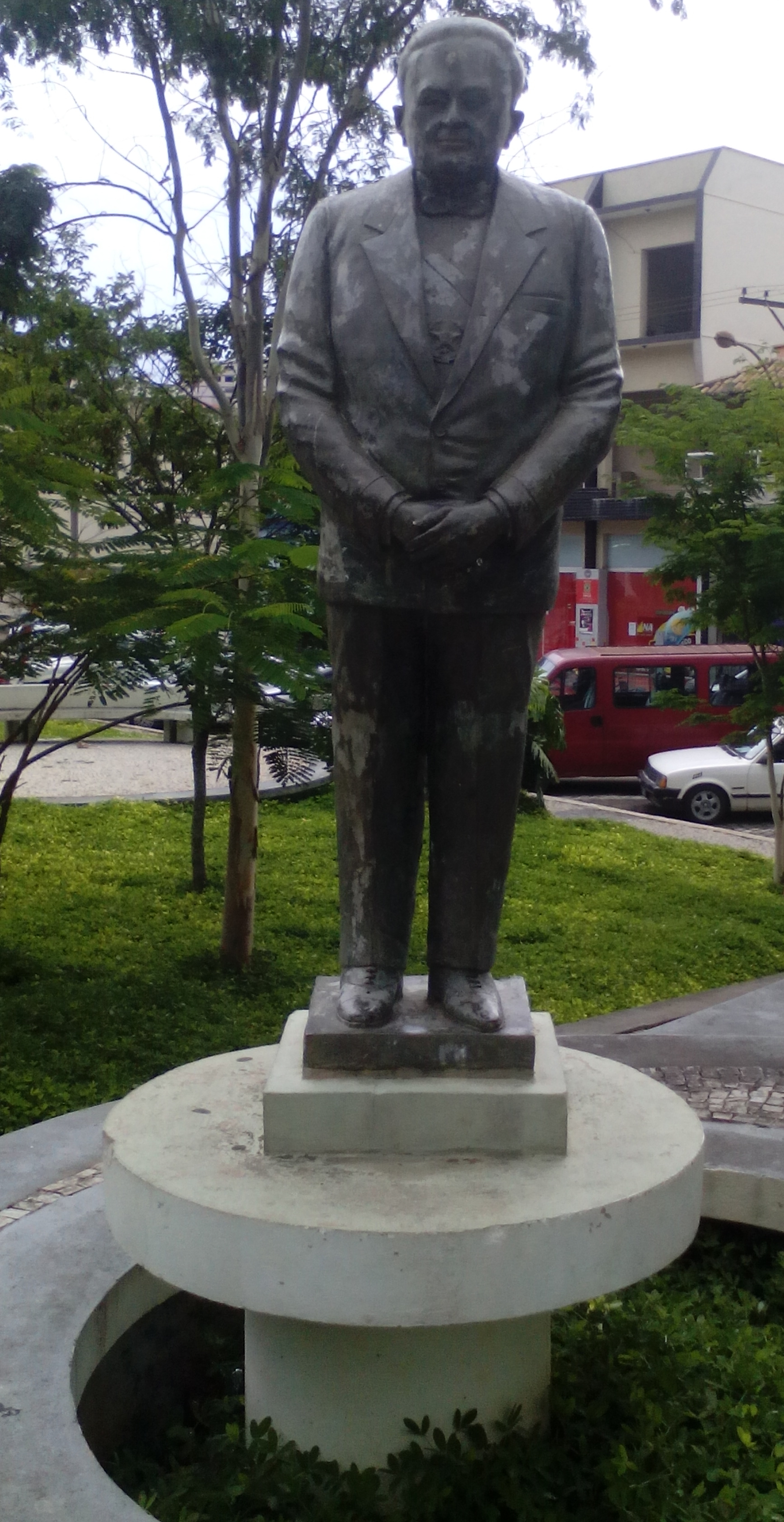
Estátua em Barroso, Minas Gerais

Em agosto de 1961, o Presidente Jânio Quadros, eleito no ano anterior, renunciou alegando pressões políticas. O Brasil entrou em uma crise, mas o Vice-Presidente João Goulart acabou assumindo o poder.
Nomeado chefe do Estado-Maior do Exército, em 1963, Castelo Branco foi um dos líderes militares do golpe de Estado de 31 de março de 1964, que terminaria por depor Goulart.
Castello Branco havia combatido o fascismo na Itália. O clima político, em 1964, no Brasil, era instável, representado pela alegada "fraqueza" (considerada pelos militares como "inegável") de João Goulart. O jornal carioca Correio da Manhã colocara, em sua primeira página, três editoriais seguidos, com os seguintes títulos: "Chega!", "Basta!", "Fora!", contra João Goulart, nos três dias que antecederam o golpe que instituiria a futura ditadura militar. Ocorrera, em 19 de março de 1964, a "Marcha da Família com Deus Pela Liberdade" contra João Goulart. Havia, ainda, as Ligas Camponesas de Francisco Julião e a inflação elevada, o que levou os militares e apoiadores do golpe a justificarem-no sob a alegação de haver "perigo marxista-leninista", e que "impediriam que o Brasil se convertesse numa grande URSS", para, logo em seguida, restabelecer e consolidar a democracia, o que acabou não acontecendo.
Contudo, o ministro da Guerra de Castello Branco, e seu futuro sucessor, Costa e Silva, pertencia à chamada "linha-dura", sendo, portanto, Costa e Silva quem estabeleceu, de fato, (na versão dos militares castelistas), a ditadura no Brasil, no dia 13 de dezembro de 1968, com o AI-5. A ditadura era chamada de "intervenção-militar", (termo usado pelos Serviços de Inteligência dos Estados Unidos, na sua política externa de segurança continental) ou "contrarrevolução" (pelos próprios militares e defensores da ditadura) no Brasil. Na versão dos apoiadores da ditadura de Costa e Silva, AI-5 foi "necessário devido ao recrudescimento das guerrilhas de esquerda e da agitação política em 1968".
Na versão do general Newton Cruz, os militares daquela época estavam assim divididos:

Na caserna havia dois grupos. Os castelistas defendiam a posição do Castelo Branco, que acreditavam poderiam arrumar a casa e voltar para o quartel o mais rápido possível (Democratas). E os costistas, alinhados com general Costa e Silva, que, em nome da caça aos nazi-comunistas (pensamento do serviço de inteligência norte-americano), de defesa continental, com base em comprovadas fontes de existência de líderes nazi-comunistas, caçados pelos israelenses (que no fundo eram aliados e voltaram a sê-lo), segundo diversas fontes israelenses, querendo ("queremismo") a "revanche-histórica", e que, por isso, com razão de Estado, defendiam o endurecimento da ditadura (vide rumores da "quinta coluna revigorada" (documento histórico sigiloso), que era também chamada "Operação Condor").

E continua Newton Cruz:

Castelo Branco não concordava que Costa e Silva fosse o seu sucessor. Não pela pessoa, que era um ótimo camarada de farda, mas pelo grupo que o rodeava, muitos deles "sedentos de vingança contra os nazi-comunistas", ou temerosos da força dos comunistas. Castelo Branco tinha prestígio suficiente para fazer o seu sucessor, e acreditava, com muita fé, na democracia como antídoto a qualquer golpe nazi-comunista (que já voltaram a ser aliados, como o foram no início da Segunda Guerra Mundial). Pela lógica, o sucessor de Castelo Branco deveria ser o general Ernesto Geisel. Castelo Branco permitiu que Costa e Silva o sucedesse porque temia que um enfrentamento causasse um racha no Exército, o que poderia culminar com um enfrentamento militar, reduzindo ainda mais a soberania nacional....Foi um erro (ou acerto) que nos manteve fora dos quartéis por 21 anos.!!.

## Ditadura militar

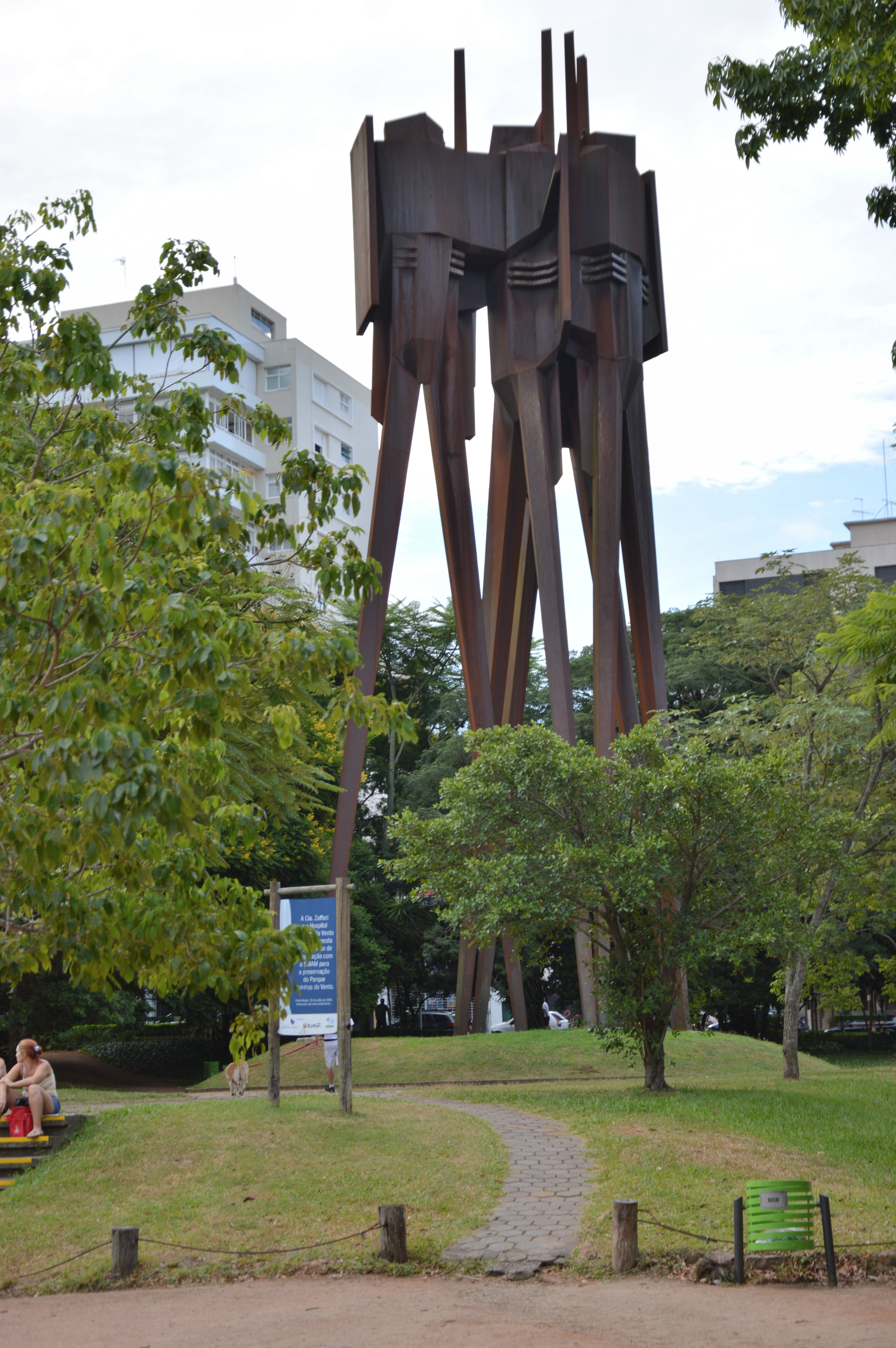
Monumento a Castelo Branco em Porto Alegre, desenvolvido pelo escultor Carlos Tenius

Em 1963, Castelo Branco foi nomeado chefe do Estado-Maior do Exército pelo então presidente da República João Goulart e foi o principal líder militar do Golpe Militar de 1964, que o deporia em 31 de março daquele ano.
O clima político no Brasil era instável desde que Jânio Quadros, eleito presidente da república em 1961, renunciara em 25 de agosto do mesmo ano. Como o vice-presidente João Goulart estava em viagem à China, assumiu o governo o presidente da Câmara dos Deputados Ranieri Mazzilli, e somente depois da adoção do parlamentarismo no Brasil, foi permitida a posse de João Goulart, em 7 de setembro de 1961. Contribuiu para a posse de João Goulart, especialmente o governador gaúcho Leonel Brizola, com sua cadeia de rádios, chamada "Rede da Legalidade".
Na versão dos seus apoiadores, o governo de João Goulart (1961-1964) foi marcado pela abertura às organizações sociais. Estudantes, organizações populares e trabalhadores ganharam espaço, causando a preocupação das classes conservadoras como, por exemplo, os empresários, banqueiros, Igreja Católica, militares e classe média abastada. Uma das ações de Goulart que satisfez opositores foi seu apoio a sindicatos, a sargentos que apoiavam sua tentativa de sindicalização, a não repressão às greves e das Ligas Camponesas de Francisco Julião e a proposta de aumento de 100% no salário mínimo.
Na versão dos adversários de Goulart e apoiadores do golpe e da ditadura, este era um "subversivo", "apoiado pelos comunistas" e queria "implantar uma ditadura sindicalista no Brasil e quebrar a disciplina e hierarquia das Forças Armadas". O estilo populista de Jango, chegou a gerar até mesmo preocupação entre setores conservadores da Igreja Católica, entre governadores conservadores e nos Estados Unidos, que, juntamente com as classes conservadoras brasileiras, temiam um golpe de estado comunista no Brasil, como o que havia ocorrido anos antes em Cuba.
No dia 13 de março de 1964, João Goulart realizou um grande comício na Central do Brasil (Rio de Janeiro), que reuniu 250 mil pessoas, e defendeu as Reformas de Base. Neste plano, Jango prometia mudanças radicais na estrutura agrária, econômica e educacional do país. Seis dias depois, em 19 de março, dia de São José Operário e Dia da Família, católicos do Rio de Janeiro e de São Paulo organizaram uma manifestação contra as intenções de João Goulart. A Marcha da Família com Deus pela Liberdade reuniu 400 mil pessoas e foi liderada por Juracy Magalhães, ex-tenente da Revolução de 1930 e futuro ministro da Justiça no governo Castelo Branco; Carlos Lacerda e Ademar de Barros, governadores da Guanabara e de São Paulo, respectivamente.
A Marcha da Família foi articulada pelo deputado Cunha Bueno juntamente com o padre irlandês Patrick Peyton, fundador do Movimento da Cruzada do Rosário pela Família e ex-capelão norte-americano. Contou com o apoio do governador Ademar de Barros, que se fez representar no trabalho de convocação por sua mulher, Leonor Mendes de Barros, organizada pela União Cívica Feminina e pela Campanha da Mulher pela Democracia, patrocinadas pelo Instituto de Pesquisas e Estudos Sociais (IPES), cuja função era coordenar a oposição política ao governo Jango, e para tal tinha financiamento de grandes empresas nacionais e multinacionais.
O IPES colaborou com diversas entidades de tendência direitista, como a União Cívica Feminina, Campanha da Mulher pela Democracia, além de outras entidades ligadas à Igreja Católica. Também tentou e falhou em cooptar os estudantes e operários para a oposição antijanguista, sendo um dos livros publicados intitulado "UNE, instrumento de subversão". Um dos pontos estabelecidos para as militantes era nunca dizer que estavam combatendo o comunismo, mas, sim, trabalhando em defesa da democracia, assim se fez a Marcha da Família com Deus pela Liberdade, em 19 de março de 1964, que definitivamente desencadeou a queda de Jango.

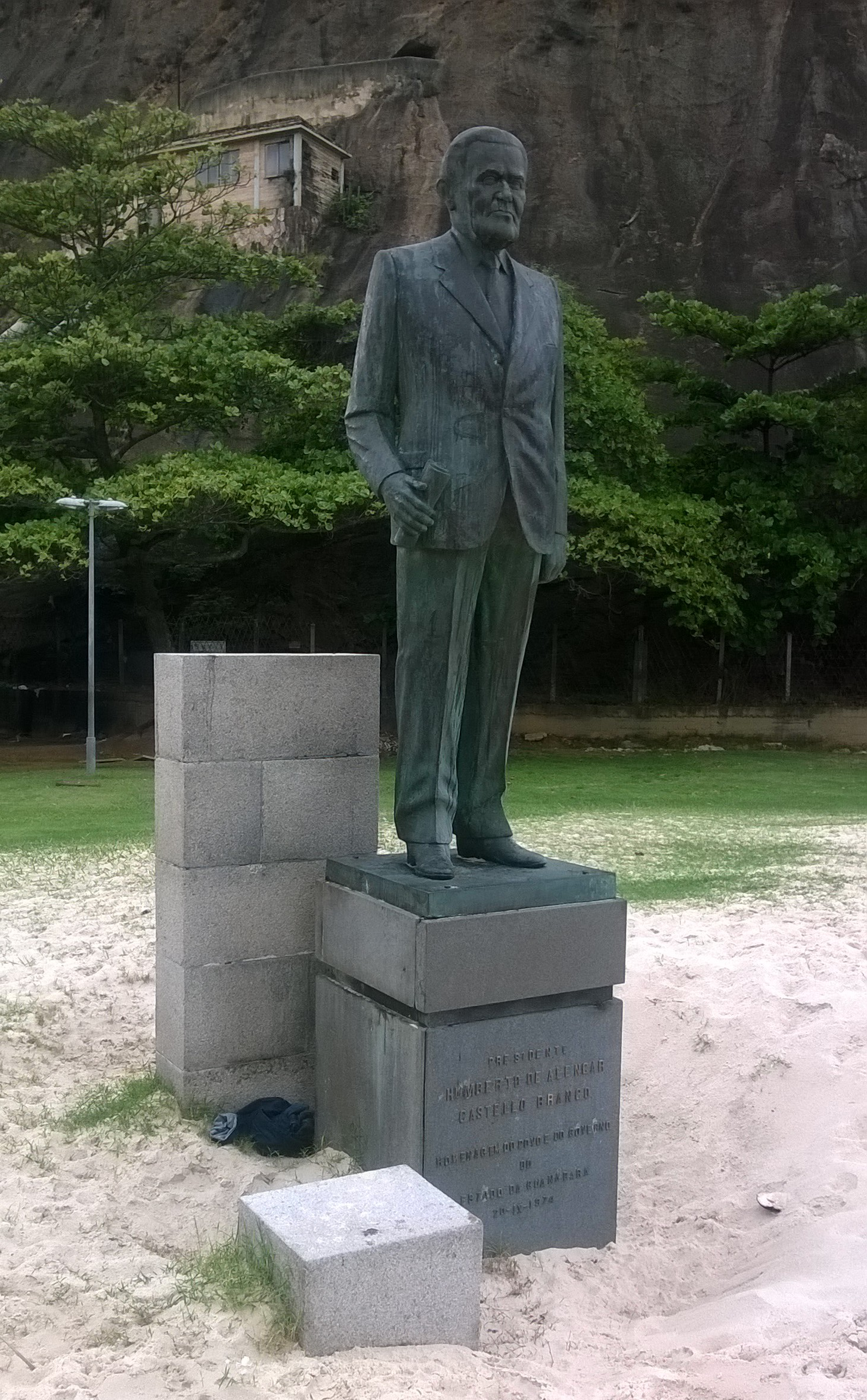
Estátua de Castelo Branco no Leme, bairro do Rio de Janeiro

Os métodos utilizados pelo IPES para fazer com que houvesse manifestações eram simples, primeiro foram convocadas as esposas de empresários, "ensinadas" sobre "como o comunismo seria prejudicial a elas e, principalmente a seus filhos". Em seguida foram convocadas as esposas dos empregados das empresas participantes, sendo as mulheres ensinadas pelas esposas dos patrões em reuniões de senhoras com fins filantrópicos e religiosos. Simultaneamente, eram distribuídos panfletos entre a população, supostamente endereçados aos fazendeiros e agricultores, outros panfletos davam ênfase à palavras-chave, como democracia, subversão, liberdade. O clero fazia publicar mensagens dirigidas ao Presidente João Goulart. A sociedade cristã foi mobilizada para a primeira Marcha da Família com Deus Pela Liberdade.
O Globo publicou sua famosa manchete "Fora Jango" dias antes do golpe. O clima de crise política e as tensões sociais aumentavam a cada dia. No dia 31 de março de 1964, tropas de Minas Gerais e São Paulo saem às ruas. Acuado, Jango deixou o país refugiando-se no Uruguai. Ele morreria na Argentina em 1976, em circunstâncias pouco esclarecidas, sem nunca ter sido autorizado a retornar ao Brasil. Os militares tomam o poder através do golpe de estado. Em 9 de abril, é decretado o Ato Institucional, que mais tarde, com a decretação do AI-2, o primeiro ato receberia o número 1 (AI-1). O Ato Institucional cassou os mandatos políticos de opositores da ditadura militar e tirou a estabilidade de funcionários públicos.
O Congresso Nacional, a partir de 1964, se comporia apenas de figuras adequadas simpáticas à ditadura que se instalava, isto é, parlamentares de direita, apoiadores do governo e uma pequena oposição chamada "oposição consentida". Os congressistas que ousassem fazer oposição mais forte poderiam ser cassados pelo AI-1, que vigorou até 31 de janeiro de 1966, e que limitava os poderes do Poder Legislativo e do Poder Judiciário e também atingiu duramente os movimentos estudantil, camponês e operário. O PCB, após a criação do MDB, em 1966, abrigou-se neste partido para fazer oposição à ditadura, não aceitando a opção pela luta armada adotada por outras organizações de esquerda para combater a ditadura militar.

Castello era contra o envolvimento político dos militares, o que sempre foi estimulado por civis brasileiros a quem chamou de vivandeiras. Em agosto de 1964, ele afirmou o seguinte:
"Há mesmo críticas tendenciosas e sem fundamento na opinião pública de que o Poder Militar se desmanda em incursões militaristas. Mas quem as faz são sempre os que se amoitaram em meios militares. Felizmente nunca rondaram os portões das organizações do Exército que chefiei. Mas eu os identifico a todos. E são muitos deles, os mesmos que, desde 1930, como vivandeiras alvoroçadas, vêm aos bivaques bolir com os granadeiros e provocar extravagâncias do Poder Militar."
Toda a imprensa passou a ser censurada a partir de fevereiro de 1967 quando foi decretada a Lei de Imprensa (Lei nº 5 250, de 9 de fevereiro de 1967), sendo que O Estado de S. Paulo passou a sofrer forte censura a partir do AI-5 de dezembro de 1968, devido ao seu editorial denominado "Instituições em Frangalhos", de 13 de dezembro de 1968, contra a edição do AI-5.

## Presidência (1964-1967)

### Posse

#### Eleição Presidencial no Brasil de 1964

Posse de Castelo Branco como Presidente da República, 1964. Arquivo Nacional

Castelo Branco foi eleito Presidente da República pelo Congresso Nacional, em eleição no dia 11 de abril de 1964, obtendo 361 votos contra 72 abstenções, 37 faltas, 3 votos para Juarez Távora e 2 votos para Eurico Gaspar Dutra. O voto mais aplaudido foi o do ex-presidente Juscelino Kubitschek, então Senador pelo Estado de Goiás. Da deposição de João Goulart em 2 de abril de 1964 até a posse de Castelo Branco, permaneceu na presidência da República, o presidente da Câmara dos Deputados, Ranieri Mazzilli.

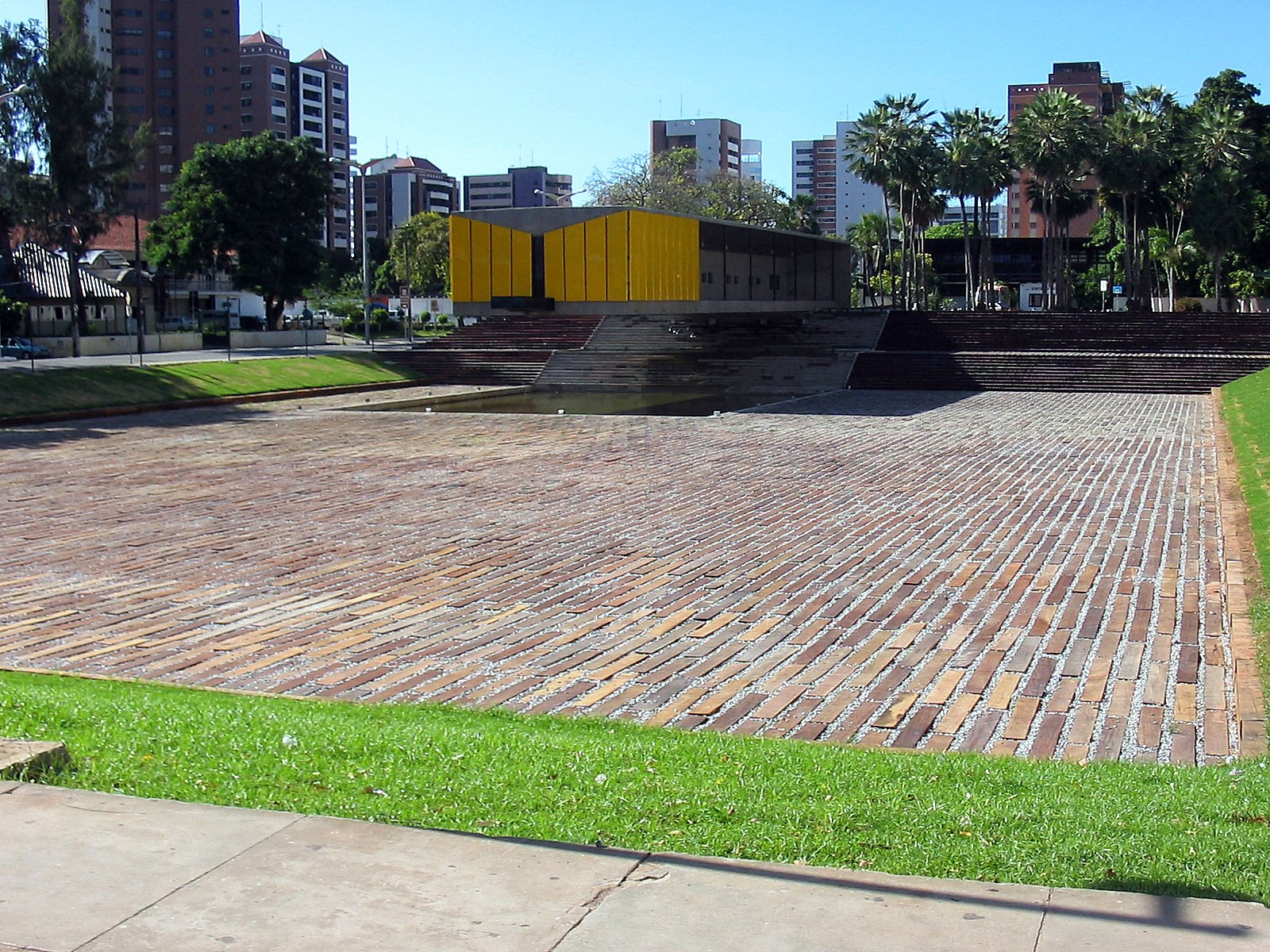
Mausoléu do ex-presidente Castelo Branco em Fortaleza, projetado pelo arquiteto carioca Sérgio Bernardes

Como na sua posse na presidência da República, em 15 de abril de 1964, a Constituição de 1946 continuava em vigor, o marechal foi eleito para terminar o mandato de cinco anos iniciado por Jânio Quadros em 31 de janeiro de 1961. Assim, Castelo Branco deveria governar até 31 de janeiro de 1966. Porém, posteriormente, seu mandato foi prorrogado e foram suspensas as eleições presidenciais diretas previstas para 3 de outubro de 1965.
Dessa forma, Castelo Branco governou até 15 de março de 1967, sendo substituído pelo general Costa e Silva, que fora eleito pelo Congresso Nacional, em 3 de outubro de 1966.

### Política

#### Implantação do Bipartidarismo
Durante seu mandato, o marechal aboliu todos os treze partidos políticos existentes no Brasil, através do Ato Institucional número 2. Foram criados a Aliança Renovadora Nacional (ARENA) e o Movimento Democrático Brasileiro (MDB), que se tornaram os únicos partidos políticos brasileiros permitidos até 1979. Castelo Branco promoveu várias reformas políticas, econômicas e tributárias ao longo de seu mandato.

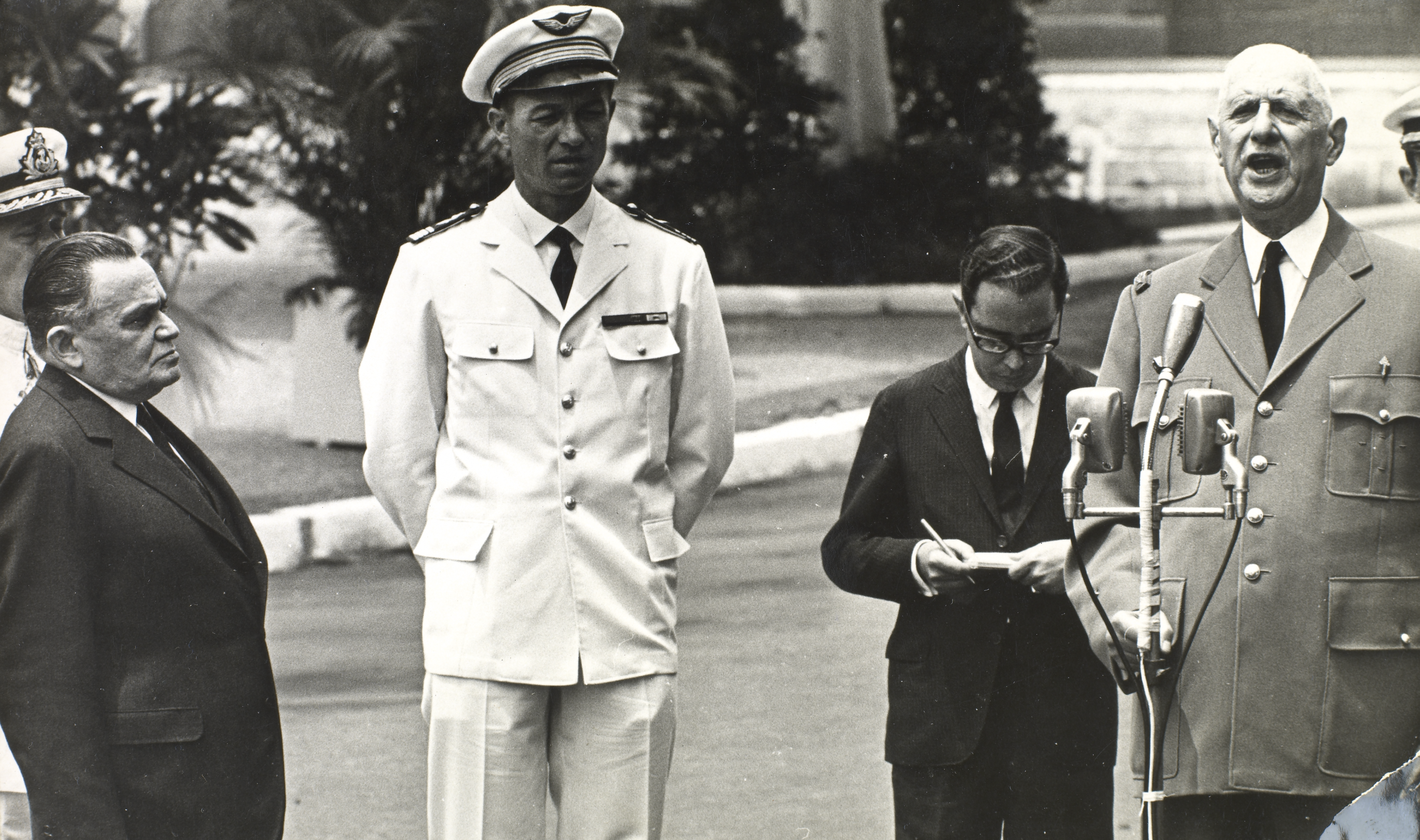
Presidentes Charles de Gaulle e Castelo Branco em visita ao Brasil, 1964

As medidas aplicadas, não atingiram apenas o poder legislativo, mas também todas as organizações consideradas pelo governo militar como "nocivas à pátria, à segurança nacional, e à consolidação do novo poder", que, segundo versão oficial, "pretendia corrigir os males sociais e políticos, combater a corrupção e a subversão", além de impedir que se instaurasse um "regime comunista" no Brasil.

#### Reações
O ataque mais violento da esquerda armada contra o governo de Castelo Branco foi o Atentado do Aeroporto Internacional dos Guararapes, ocorrido no Recife em 25 de julho de 1966. O ato visava atingir o marechal Costa e Silva, Ministro da Guerra e candidato a sucessor de Castelo. O ataque terrorista produziu vários mortos e feridos, dentre os quais faleceu o Vice-Almirante reformado Nelson Gomes Fernandes. Costa e Silva nada sofreu, pois naquele dia seu avião entrou em pane em João Pessoa e ele se dirigiu para Recife de automóvel. Depois desse evento, iniciou-se uma intensa guerra interna contra as atividades de guerrilha e de terrorismo.
Neste mesmo ano, a oposição ganhou maior intensidade através de protestos estudantis em diversas partes do Brasil e da formação da Frente Ampla, movimento que reunia opositores das mais diferentes correntes políticas, tais como os exilados Carlos Lacerda e os ex-presidentes Juscelino Kubitschek e João Goulart. A Frente, contudo, não conseguiu apoio popular e unidade política interna, vindo a desaparecer em pouco tempo.

#### Constituição brasileira de 1967
Castelo Branco reformou a administração pública brasileira através do Decreto-Lei 200, e enviou um projeto de nova Constituição brasileira, que foi aprovada pelo Congresso Nacional e entrou em vigor no dia da posse do seu sucessor, Costa e Silva, em 15 de março de 1967. Assim, quando tomou posse, em 15 de março de 1967, no mesmo dia que entrava em vigor a nova Constituição, Costa e Silva não dispunha de nenhum ato institucional ou qualquer outro dispositivo legal autoritário.

#### Atos Institucionais
Em seu governo promulgou vários decretos-leis, e quatro atos institucionais: o primeiro, o "Ato Institucional" não era numerado, pois seria único, passou a receber o número 1 (AI-1), quando foi baixado o AI-2, que criou o bipartidarismo no Brasil, o AI-3 e o AI-4. O AI-1 vigorou até 31 de janeiro de 1966, o AI-2 até 15 de março de 1967 e os AI-3 e AI-4 não possuíam prazo de vigência definido. Reprimiu as manifestações contrárias às atitudes do governo com severidade.

##### AI-2
Em 1965 houve eleições para governador em onze estados, e o governo militar ganhou em seis deles. Em resposta, foi editado o AI-2, que permitia não só a intervenção do governo federal nos estados e municípios, mas também que o Executivo legislasse através de decretos-lei. Além disso, extinguiu os partidos existentes, implantando o bipartidarismo com duas novas agremiações - a Aliança Renovadora Nacional (Arena), governista, e o Movimento Democrático Brasileiro (MDB), em tese oposicionista, mas com apoiadores da ditadura militar dentro dele, inclusive em sua liderança.

##### AI-3

Inauguração da Ponte da Amizade, entre Brasil e Paraguai, com os Presidentes Castelo Branco e Alfredo Stroessner

Em janeiro de 1966 foi decretado o AI-3, que estendia o princípio da eleição indireta também aos governadores, assembleias estaduais e determinava que os prefeitos fossem nomeados pelos governadores locais.

##### Fechamento do Congresso e AI-4
Em outubro do mesmo ano, o Congresso foi fechado, permanecendo desta forma até 12 de dezembro, quando foi reaberto pelo AI-4 para se reunir extraordinariamente e aprovar a nova Constituição brasileira. O texto dessa Constituição submetido por Castelo Branco, aprovado aos 24 de janeiro de 1967, foi importante para que os militares dessem um ar de legalidade à ditadura, e veio a fortalecer o poder Executivo, manteve as eleições indiretas e diminuiu a autonomia dos estados, embora mantivesse o Brasil como federação. Essa foi a sexta Constituição da história do Brasil, e a quinta desde a Proclamação da República.

#### Lei de Imprensa
Castelo Branco também aprovou a Lei de Imprensa, que restringia ainda mais a liberdade de expressão dos meios de comunicação, e a Lei de Segurança Nacional, que permitia à ditadura atingir seus opositores com prisões e exílios através de um Tribunal Militar para julgar civis, sob o argumento de que ações contrárias ao poder representavam ameaça à segurança nacional.

#### Justificativas
Castelo Branco e seus partidários afirmavam que tinham como plano dar o Golpe Militar para afastar do Brasil o suposto "perigo comunista" e, logo em seguida, restabelecer e consolidar a democracia. Contudo, o ministro da Guerra de Castelo Branco, e que o sucederia, Costa e Silva, tinha um pensamento contrário, favorável a uma ditadura militar mais severa no combate ao que chamava "subversão". Costa e Silva fazia parte da chamada "linha-dura", corrente civil-militar mais ligada a serviços de inteligência dos Estados Unidos; segundo apoiadores de Castelo Branco, Costa e Silva teria sido quem estabeleceu de fato a ditadura militar, no Brasil, em 13 de dezembro de 1968, com o AI-5.

### Ministério

Castelo Branco e seus ministros

Seu ministério era formado por um elemento da chamada "linha-dura" do exército Costa e Silva, e especialmente por antigos componentes do tenentismo e participantes da revolução de 1930 como Cordeiro de Farias, Eduardo Gomes, Juraci Magalhães, Juarez Távora, Ernesto Geisel, dentre outros. Fizeram parte do ministério políticos apoiadores do Golpe Militar de 1964, como José de Magalhães Pinto. A economia ficou sob o comando da dupla de economistas liberais chamada de Campos-Bulhões (Roberto Campos e Otávio Gouveia de Bulhões), os quais haviam exercido cargos de expressão nas gestões anteriores, em estatais federais ou no Ministério da Fazenda.

## Economia

### Programa de Ação Econômica do Governo
O Programa de Ação Econômica do Governo (PAEG) foi o primeiro plano econômico do governo brasileiro após o Golpe Civil-Militar de 1964. Criado em meio ao regime militar, o plano visava antes de tudo combater as causas mais relevantes do processo inflacionário: a expansão das despesas públicas e a produção desordenada dos agregados monetários - o crescimento de moeda em circulação (que se desequilibrara antes do período JK, mas principalmente após a execução do Plano de Metas, haja vista diversos investimentos feitos pelo governo serem financiados via expansão monetária, gerando uma inflação que desvalorizava o montante da dívida pública a pagar, mas destruía a renda, o emprego e as empresas. A gestão Juscelino ainda desenvolveu um programa de estabilização da moeda, intitulado PEM, para evitar as pressões inflacionárias, que foi rejeitado por iniciativa do congresso através do deputado Magalhães Pinto, levando a higidez fiscal a caber as gestões posteriores). Tal problema em parte foi resolvido após se pôr em prática a redução de despesas do Estado, conseguir-se a concessão de crédito de natureza externa e vinda de capital estrangeiro para investimentos no país, a implantação do uso de títulos públicos para financiamento de investimentos estatais (sem o impacto da Lei de Usura, que impedia o aumento dos juros para taxas reais que permitissem a atração de compradores para os títulos), a contração do crédito privado e da atividade econômica interna, neste caso, indústria e agricultura - o que permitiu uma correção e melhora na balança de pagamentos e criou um ambiente mais favorável para vinda de capitais de risco, os quais permitem a diminuição do uso de capital intenso do Estado via dívida pública. O PAEG foi em sua ampla constituição um programa ortodoxo, mas tentou manter a relevância das taxas de crescimento, tolerando de algum modo a inflação de tradição heterodoxa. Conforme aponta André Lara Resende em texto sobre a gestão da economia no período:
"A política econômica do primeiro governo pós-1964 foi bem além do receituário mais simplista que prega apenas políticas monetária e fiscal rigorosas e hands-off. A convicção da necessidade de reformas institucionais acompanhou o PAEG desde seu diagnóstico. Três áreas foram particularmente destacadas, refletindo, acertadamente, a percepção do governo a respeito dos pontos de estrangulamento institucionais da economia: primeiro, a desordem tributária; segundo, as deficiências de um mercado financeiro subdesenvolvido e a inexistência de um mercado de capitais; e, por último, as ineficiências e as restrições ligadas ao comércio exterior".
O PAEG nasceu assim com o objetivo de atender a cinco focos principais:
- Combater a inflação (que, em 1964, era muito alta);
- Aumentar os investimentos estatais (principalmente em infraestrutura);
- Reformar o Sistema Financeiro Nacional;
- Diminuir as desigualdades regionais (Norte-Sul);
- Atrair investimentos externos.

O plano que era uma consequência da visão do ministro do planejamento Roberto Campos, tinha como foco promover as reformas tributária, financeira e trabalhista e a diminuição dos desequilíbrios regionais. Para estruturar o Sistema Financeiro Nacional e corrigir a inflação, Castelo Branco estabeleceu medidas não populares que propiciariam relativo sucesso econômico.

#### Reforma Tributária
Essa reforma consistia na ampla modificação da estrutura tributária brasileira, o que em conjunto com "a correção monetária permitiu reforma completa e racionalização do sistema tributário, e, em particular, do imposto de renda. A reforma do sistema tributário incluiu ainda a eliminação dos impostos em cascata, o fim de impostos arcaicos e destituídos de funcionalidade econômica, e a coordenação dos sistemas tributários da União, dos estados e dos municípios".

#### Reforma Financeira
Por meio de uma política monetária restritiva, a emissão de moeda foi reduzida de forma considerável. Buscou-se estabilizar os preços através da liberalização, em parte pelos "vários aumentos das tarifas dos serviços públicos, à liberação dos aluguéis congelados e a outros preços, num processo na época chamado de inflação corretiva". Isso, a princípio causou uma ampla subida (em torno de 90%) dos preços. Porém com o desaquecimento de setores como indústria e agricultura, permitiu uma sequência de quedas, via diminuição das despesas do governo ao lado do aumento de impostos e da redução dos salários pela fórmula oficial de reajuste, que causaria a queda do poder de compra. O governo acreditava que os problemas eram gerados pela inflação de demanda de moeda. Para os propositores da reforma, a realização desse diagnóstico tomou por base um processo de causas e consequências, apesar de claro nem sempre simples de verificar as contaminações de ações tomadas pelos agentes políticos e econômicos no funcionamento da economia. Segundo o economista André Lara Resende, porque haveria excesso de moeda.
"O diagnóstico ortodoxo aponta três causas, geralmente associadas: incompetência, clientelismo populista e excessiva intervenção governamental na economia. Todas as três materializam-se no excesso da despesa do governo sobre a receita e no financiamento deste déficit orçamentário através da emissão. A inflação, distorcendo o sistema de preços relativos e aumentando o grau de incerteza do sistema, é, assim, consequência da intervenção do governo na economia que perturba o bom funcionamento do sistema de mercado e impede a alocação eficiente de recursos. A partir deste diagnóstico, a ortodoxia aponta a receita para o controle da inflação. Políticas monetária e creditícia restritivas, de forma que “enxuguem” o excesso de moeda no sistema e ponha fim ao estado generalizado de excesso de demanda. Como a principal fonte da expansão monetária excessiva, segundo o diagnóstico ortodoxo, é o déficit orçamentário do Tesouro, é necessário fazer também uma política fiscal restritiva. A redução nas despesas do governo, além de instrumental na consecução da política monetária, é em si mesma positiva, pois atua também no sentido de reduzir as pressões de demanda no sistema, quando corta justamente os gastos que devem ser cortados, pois as despesas do governo são essencialmente ineficientes e causadoras de distorções na economia".
Porém este diagnóstico precisaria de acréscimos, haja vista a complexa racionalização dos salários, algo que não seria fácil de resolver, já que poderia causar redução no poder de compra dos trabalhadores, legitimando a recessão como um remédio necessário a curto prazo para coibir a inércia inflacionária, mas provocando arrochos salariais. A relação de conflito de escolha ou trade-off, precisaria considerar o aumento do desemprego ou salários menores. Segundo o mesmo economista "os custos da política de compressão salarial foram sem dúvida consideráveis sendo importante elemento de explicação da deterioração da distribuição de renda entre 1960 e 1970. A participação na renda total dos 50% mais pobres reduziu-se de 17,7% para 14,9% e a dos 30% seguintes de 27,9% para 22,8%. Os custos sociais do desemprego que acompanham a recessão são, contudo, incomparavelmente maiores". Esse caráter regressivo do reajuste e da correção de liquidez foi uma consequência difícil de evitar caso se desejasse solucionar o problema da balança de pagamentos, que ao ser minimizado ajudaria a explicar o aumento do crescimento do produto interno após 1968.

#### Reforma Bancária
Foram criados o Bacen, em substituição às funções do Banco do Brasil, o Conselho Monetário Nacional (CMN), o Banco Nacional de Habitação (BNH) e o Sistema Financeiro de Habitação (SFH), e os empréstimos bancários no mercado externo, foram facilitados. Aumentar os investimentos diretos foi também outro método para a realização da reforma bancária, por meio das empresas públicas, ou obras diretas.

### Outras medidas

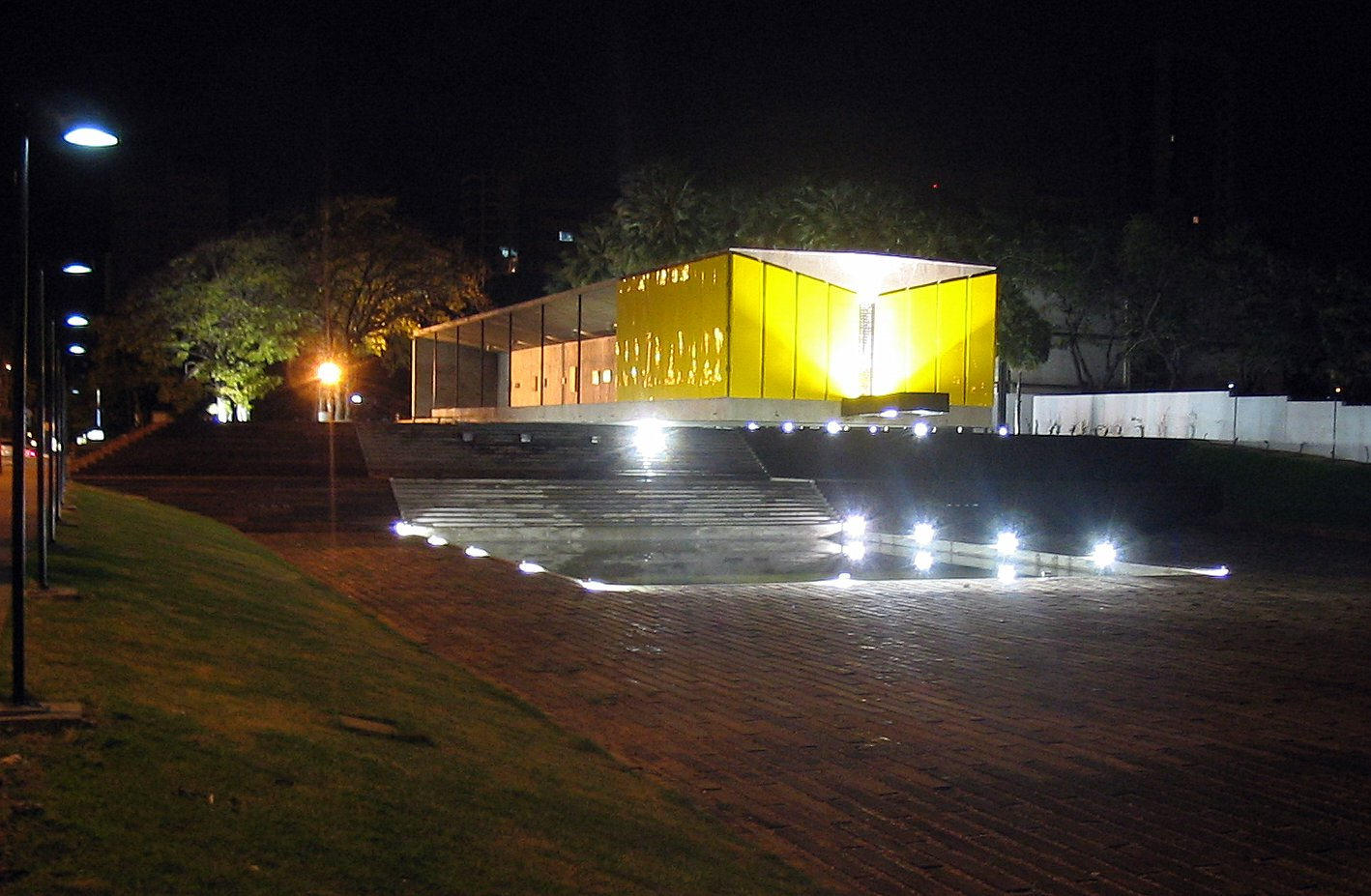
Mausoléu do ex-presidente Castelo Branco, iluminado a noite

Em seu governo surgiu o Cruzeiro Novo como unidade monetária.  Criou a correção monetária, para diminuir o impacto da inflação na economia. A condução da economia brasileira ficou a cargo dos ministros Otávio Gouveia de Bulhões e Roberto Campos que deram alegada prioridade ao combate à inflação e a modernização do estado e da economia brasileira.
Foram iniciadas as negociações com o Paraguai visando a construção da Usina Hidrelétrica de Itaipu.
Castelo Branco criou o Código Tributário Nacional, o Estatuto da Terra, o Banco Nacional da Habitação, o Banco Central do Brasil, a Funabem, a Lei do Mercado de Capitais, a Zona Franca de Manaus, o Código eleitoral, o FGTS, a SUDAM, a Suframa, a Embratel, a Serpro, o Banco da Amazônia, a Sudesul e o Código de Mineração.
Em 18 de novembro de 1966, criou a Embratur, para o desenvolvimento do turismo.
No governo Castelo Branco, na área econômica, foram tomadas as seguintes medidas:
- Reforma agrária: Castelo Branco aprovou o regulamento geral do Instituto Brasileiro de Reforma Agrária (IBRA), atual INCRA, que na prática, jamais promoveu a reforma agrária durante a ditadura militar;
- Internacionalização da economia: no plano econômico, acentuou-se a internacionalização da economia para a entrada de capitais estrangeiros no país para construção de obras rodoviárias, liberação e financiamento governamental de facilidades tributárias para fabricantes de equipamentos e insumos rodoviários;
- Medidas contra a inflação: para combater a inflação tomaram-se medidas monetárias realizadas por Roberto Campos. A inflação caiu acentuadamente entre 1964 e 1967;
- Previdência Social: Castelo Branco unificou os institutos de previdência IAPI, IAPC, IAPTEC, entre outros, em um único, o INPS, atual, INSS;
- Crédito para consumo: foram criadas muitas linhas de crédito para a classe média aumentar seu poder de compra, assim causando grande aumento nas vendas de eletrodomésticos e automóveis. A classe média havia apoiado o golpe militar de 1964;
- Obras de engenharia: os projetos pendentes da construção de ferrovias para a interligação Norte-Sul, Leste-Oeste, passando por Brasília, iniciados por Juscelino Kubitschek, foram abandonados pelos militares.[71] Os projetos e construções de rodovias, devido ao custo elevado, foram financiadas por instituições internacionais como o BID, Banco Mundial, FMI, entre muitos outros, e tiveram apoio de grandes empreiteiros. Foram iniciadas as obras da rodovia BR-163 chamada de Rodovia Cuiabá-Santarém. A Rodovia Belém-Brasília, iniciada por Juscelino foi ampliada. Foi duplicada a Rodovia Presidente Dutra, que liga São Paulo ao Rio de Janeiro, entre outras obras que foram incentivadas e aceleradas no governo militar sob o binômio segurança e desenvolvimento. BR-210, Transamazônica BR-230, Transbrasiliana BR-153.

### Inflação e déficit público
Para combater a crescente inflação e o déficit do setor público, o governo federal incentivou as exportações, atraiu investimentos externos, aumentou a arrecadação e reduziu as despesas do governo. Arrochou salários e extinguiu a estabilidade no emprego, direito alcançado pelo trabalhador que alcançasse dez anos na mesma empresa. Em seu lugar, criou-se o Fundo de Garantia por Tempo de Serviço (FGTS). Entre outras medidas, o governo também incentivou a entrada do capital estrangeiro, revogando para isso a lei de remessa de lucros que estabelecia restrições à remessa de lucros ao exterior.

### Medidas para a manutenção do poder

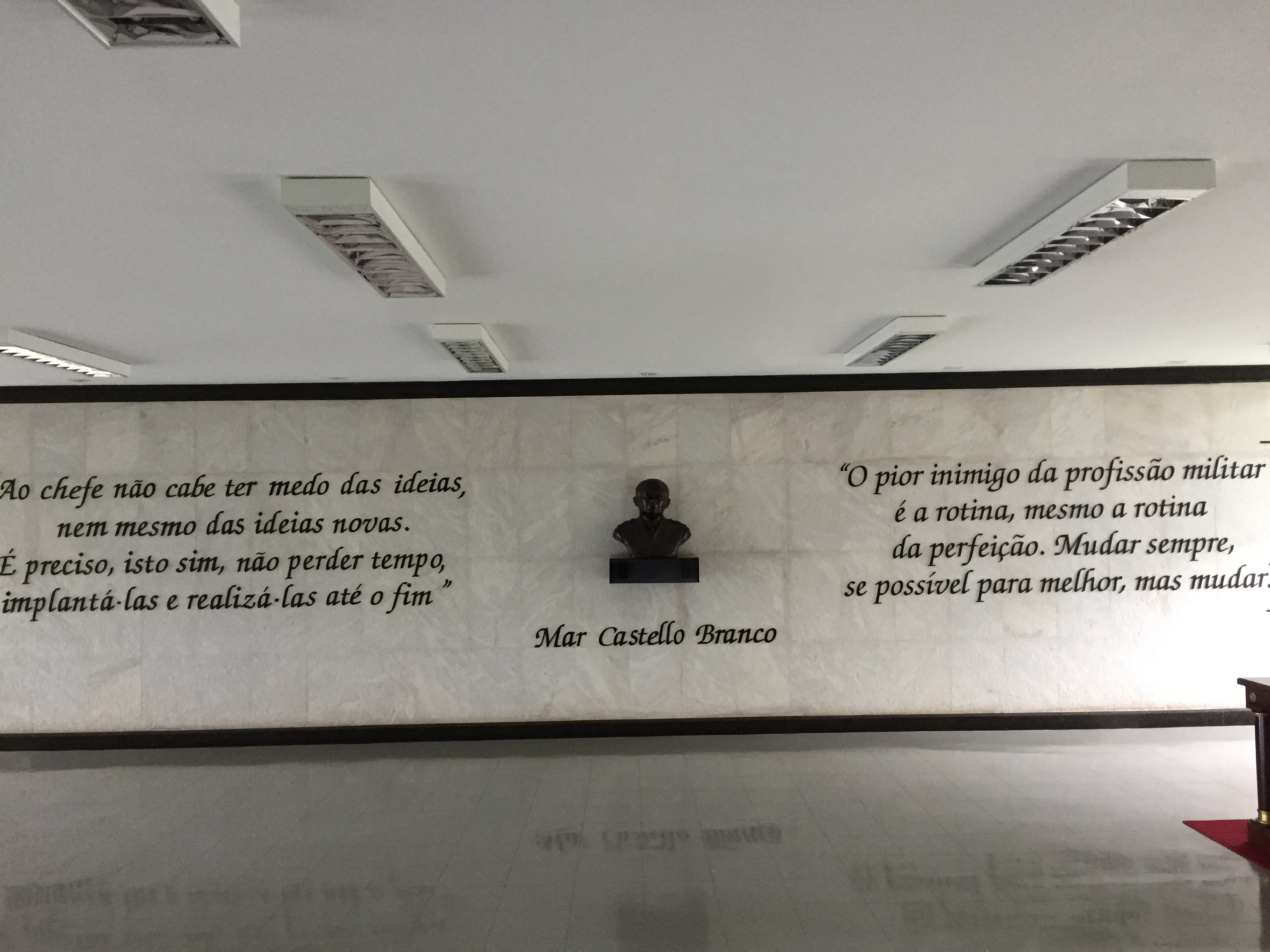
Homenagem ao Marechal Castelo Branco, no saguão do Estado-Maior do Exército, em Brasília.

A linha descrita por Castelo Branco em sua obra O Poder Nacional defendia ações com o objetivo de impedir a quem fosse considerado obstáculo para a efetivação de novos planos políticos de atuar. Para tal, teria que convencer o Congresso Nacional a aprovar a Emenda da Inelegibilidade que afastava de disputas eleitorais os adversários da ditadura, a fim de conseguir permissão para a Justiça Militar julgar civis por crimes políticos.
Os atos institucionais, (especialmente o AI-2), com o fechamento do Congresso Nacional, a Lei de Imprensa, o fechamento de organizações subversivas e de esquerda e a criação do SNI foram outras duas providências visando assegurar o poder da ditadura militar.

#### O fechamento do Congresso Nacional
Após as eleições parlamentares e para governadores de outubro de 1966, tendo o Congresso Nacional sido fechado pelo AI-2, o Presidente da Câmara dos Deputados, Adauto Lúcio Cardoso, manteve o plenário aberto, em desafio ao ato ditatorial. Diante da resistência, Castelo Branco ordenou a ocupação do Congresso Nacional, ordenando que o coronel Meira Matos comandasse a tropa do Exército que invadiu e fechou o prédio. O Congresso foi reaberto somente dois meses depois, e aprovou nova Constituição de 1967, que institucionalizou a ditadura militar.

#### Organizações dissolvidas durante o governo militar
O Comando Geral dos Trabalhadores (CGT), as ligas camponesas e a União Nacional dos Estudantes (UNE), foram algumas das instituições atingidas pela política de repressão ao comunismo desencadeada pelo governo militar. Algumas das principais lideranças pró-comunismo do país foram presas, torturadas e enquadradas na Lei de segurança nacional e responderam a Inquérito Policial Militar (IPM). Também empresários foram investigados. Foi o caso dos donos da Panair do Brasil, a maior companhia aérea do país, na época, que teve a sua licença para voar cassada e o patrimônio temporariamente e depois permanentemente confiscado porque o grupo acionário, segundo as justificativas apresentadas pelo governo federal, era ligado a líderes comunistas e a Juscelino Kubitschek. Na verdade, a intenção do governo seria destruir a Panair do Brasil para entregar suas linhas e parte de seu patrimônio à Varig, cujo dono, Rubem Berta era amigo e apoiador de alguns elementos ligados à ditadura militar.

#### A Lei de Imprensa
Em fevereiro de 1967 foi decretada a Lei de Imprensa, cuja finalidade era controlar o fluxo de informação na imprensa nacional, assim como regular o trabalho dos jornalistas que trabalhavam nestes veículos.
A lei continuou a ser válida no Brasil mesmo depois do fim da ditadura militar em 1985, sendo finalmente declarada nula por ser incompatível com a Constituição de 1988 pelo Supremo Tribunal Federal em 2009.

#### AI-2
Em outubro de 1965, foi baixado o Ato Institucional Número Dois que dissolveu todos os partidos políticos, e impôs o bipartidarismo de facto com a criação da Aliança Renovadora Nacional (ARENA) e do Movimento Democrático Brasileiro (MDB).

#### Serviço Nacional de Informações
Seguindo suposta orientação dos militares dos Estados Unidos, com financiamento para compra de equipamentos norte-americanos para monitoração e espionagem, criou o Serviço Nacional de Informações (SNI).

### Reforma das Forças Armadas
Promoveu uma profunda alteração nas Forças Armadas. Acabou com a posto de Marechal, que passou a ser usado apenas pelos generais de exército que já tinham sido transferidos para a reserva com um posto acima. Mudou a estrutura da cúpula militar brasileira ao alterar o sistema de cálculo para a aposentadoria compulsória, o que veio a alterar radicalmente tanto a natureza quanto a intensidade da participação dos militares brasileiros na política apesar de que os efeitos desta reforma só puderam ser de fato sentidos a partir de 1985:
- Generais: além das idades limite para passagem para reserva de 62 anos para general-de-brigada, 64 anos para general-de-divisão e 66 para general-de exército, adicionou os seguintes critérios:
  - nenhum oficial pode ser general por mais de doze anos;
  - cada nível de generalato dever renovar pelo menos 25% de seu quadro a cada ano. Quando isto não acontece naturalmente, os mais velhos passam à reserva compulsoriamente.
- Coronéis: não podem permanecer mais do que nove anos no posto;
- Nenhum oficial pode passar mais de dois anos em cargos civis sem se desligar das Forças Armadas.

Com estas alterações casos como o do general Cordeiro de Farias não acontecem mais: general em 1942, passou a reserva somente ao atingir os 67 anos de idade, completando 25 anos de generalato, 13 como quatro estrelas. Além disso, chefiou a polícia de São Paulo por três anos, foi interventor do Rio Grande do Sul por outros três anos e governou Pernambuco por mais quatro anos.
Castelo Branco criou assim as condições para que, no futuro, os generais mais antigos deixassem de ser as figuras políticas brasileiras longevas e proeminentes que foram desde a Proclamação da República.

## A sucessão de Castelo Branco
As disputas internas a respeito da sucessão do governo castelista culminaram em uma dicotomia entre os militares. De um lado havia os militares oriundos da Escola Superior de Guerra — o denominado "grupo Sorbonne", favorável à política moderada de Castelo Branco —, e de outro havia os militares da denominada "linha-dura" — seguidor da filosofia da Escola de Guerra de Fort Leavenworth.
No processo sucessório, Castelo acabou sendo pressionado a passar a faixa presidencial para o general da "linha-dura", Artur da Costa e Silva, porém começou a organizar com o senador Daniel Krieger um movimento contra o endurecimento do regime.
Por fim, Costa e Silva tomou posse da presidência em 15 de março de 1967, mesma data em que entrava em vigor a nova Constituição e deixavam de vigorar os Atos Institucionais de número 1 a 4 (AI-1, AI-2, AI-3 e AI-4, respectivamente). Por isto, Costa e Silva assumira o poder sem possuir nenhum poder extraconstitucional. No entanto, na disputa entre os dois grupos militares o da "linha-dura" acabou saindo vencedor, pois, após assumir a Presidência da República, o general Artur da Costa e Silva decretou o Ato Institucional Número Cinco (AI-5), e deste modo realmente tornou a ditadura mais autoritária.

## Morte

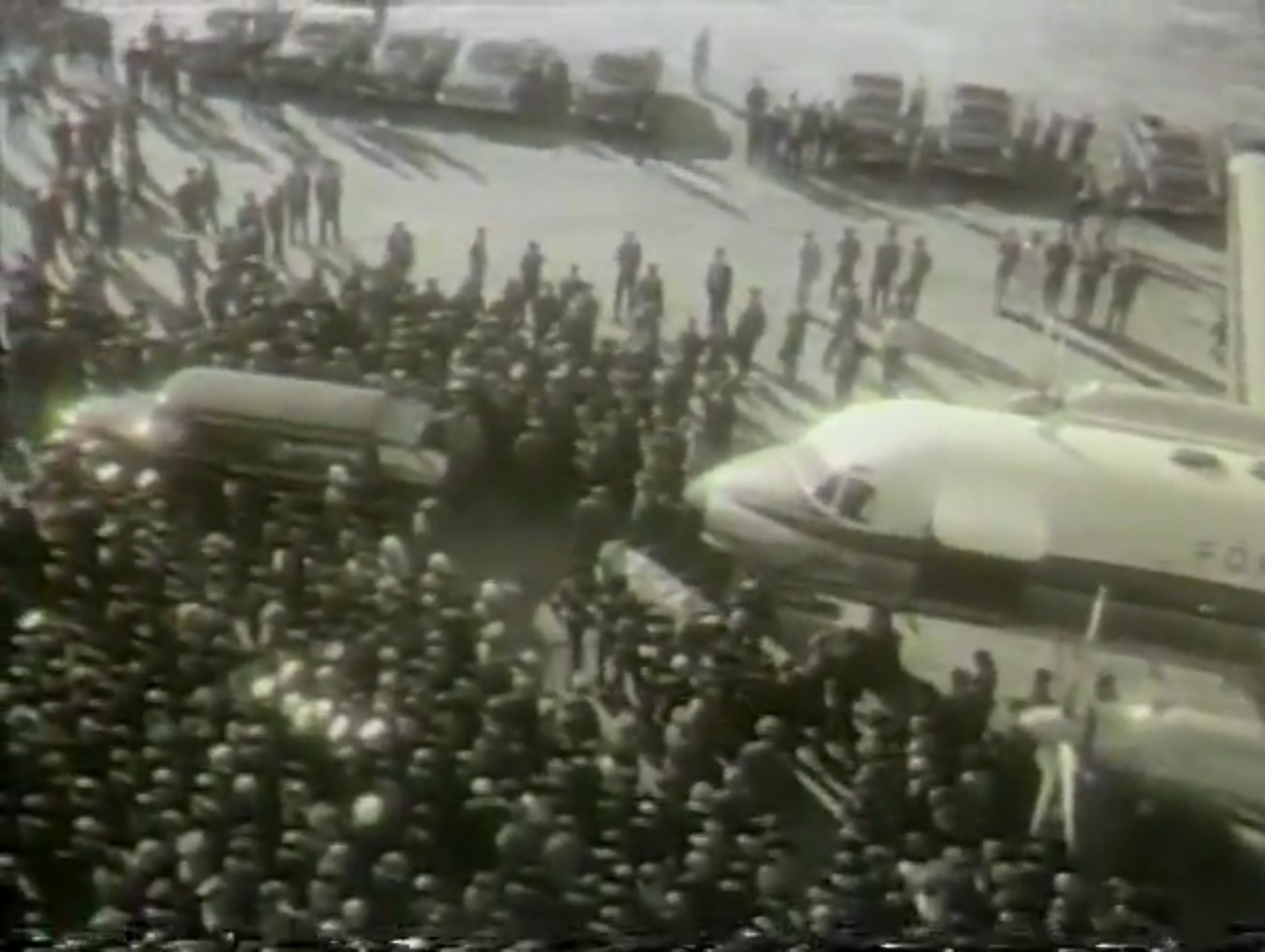
Cortejo Fúnebre de Humberto Castelo Branco

Enterro do ex-presidente Castelo Branco

Castelo Branco morreu, logo após deixar o poder, em um acidente aéreo (mal explicado pelos inquéritos militares) ocorrido na manhã de 18 de julho de 1967, quando retornava do Ceará após visitar sua amiga Raquel de Queirós: um avião Lockheed T-33 da Força Aérea Brasileira teria atingido a cauda do avião Piper PA-23 Aztec no qual Castelo Branco viajava, o que fez com que o Piper caísse. O corpo do Marechal Castelo Branco foi sepultado no cemitério São João Batista na cidade do Rio de Janeiro, onde ficou até 1972, quando transferido ao Monumento-Mausoléu Castelo Branco (Fortaleza).

## Homenagens recebidas

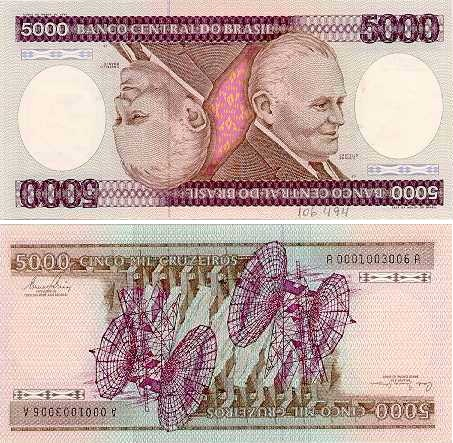
Cédula de 5 000 cruzeiros com a efígie de Castello Branco

A 12 de outubro de 1945 foi feito Grande-Oficial da Ordem Militar de Avis e a 21 de julho de 1965 foi agraciado com o Grande-Colar da Ordem do Infante D. Henrique de Portugal.
Em 1979 foi inaugurado, no Parque Moinhos de Vento, em Porto Alegre, o Monumento a Castelo Branco, de autoria do escultor Carlos Tenius, sob encomenda de associações de empresários gaúchos.
Em 1981, 14 anos após sua morte, a Casa da Moeda do Brasil lançou a cédula de 5 mil cruzeiros com a sua efígie, que circulou entre 8 de setembro de 1981 e 15 de janeiro de 1989. No reverso da cédula consta um painel representando o desenvolvimento do País no campo da energia hidrelétrica e das telecomunicações.
O Exército Brasileiro homenageou o Marechal Castelo Branco atribuindo à Escola de Comando e Estado-Maior do Exército o nome histórico de Escola Marechal Castello Branco.
Os municípios Presidente Castelo Branco (Paraná) e Presidente Castello Branco (Santa Catarina), a Rodovia Castelo Branco (São Paulo), bem como a Avenida Presidente Castello Branco (Porto Alegre) e Av. Marechal Castelo Branco em (Teresina) foram assim batizados em sua memória.
Em 2025, a Universidade Federal do Espírito Santo (Ufes) cassou os títulos de Doutor Honoris Causa concedidos aos ex-presidentes da ditadura militar Emílio Garrastazu Médici e Humberto de Alencar Castelo Branco, e ao ministro da Educação no governo João Batista Figueiredo, Rubem Carlos Ludwig.

## Promoções
| Patente             | Data |
| ------------------- | ---- |
| Aspirante a oficial | 1921 |
| Segundo-tenente     | 1921 |
| Primeiro-tenente    | 1922 |
| Capitão             | 1932 |
| Major               | 1938 |
| Tenente-coronel     | 1943 |
| Coronel             | 1945 |
| General de Brigada  | 1952 |
| General de Divisão  | 1958 |
| General de Exército | 1962 |
| Marechal            | 1964 |